# L'uomo senza ombra 2
L'uomo senza ombra 2 (Hollow Man 2) è un film del 2006 diretto da Claudio Fäh, seguito de L'uomo senza ombra del 2000.
Si tratta di un direct-to-video, pubblicato il 23 maggio 2006 negli Stati Uniti.

## Trama
Dopo un esperimento scientifico cui si è sottoposto, il soldato Michael Griffin ha come effetto collaterale un'invisibilità permanente, comunque accidentale visto che non prevista dai risultati.
Michael decide di vendicarsi della biologa responsabile della trasformazione lasciando dietro di sé una lunga scia di sangue. Frank Turner, un poliziotto, viene incaricato di proteggere Maggie, la donna responsabile del siero preso da Michael.
Dopo aver ucciso 23 persone, Michael ritrova Maggie e riesce a rapirla. Ma, senza che Michael lo sappia, anche Frank riesce a diventare invisibile.
Dopo aver dato a Michael il siero che dovrebbe farlo stare meglio, Maggie fugge, inseguita da Michael, ancora invisibile. Ma, quando sembra che Maggie non abbia scampo, arriva Frank, che, dopo una lunga e faticosa lotta, riesce a uccidere Michael, infilzando quest'ultimo con un palo.
Giorni dopo, Maggie viene ricoverata in ospedale, perché il siero iniettato a Michael, cioè veleno, lo aveva iniettato anche a sé stessa. Intanto, fuori dall'ospedale, Frank aspetta con pazienza, che Maggie possa aiutarlo.